# Indirana chiravasi
Espèce
Indirana chiravasi est une espèce d'amphibiens de la famille des Ranixalidae.

## Répartition
Cette espèce est endémique du Sud-Ouest du Maharashtra en Inde.

## Description
Les 5 spécimens adultes mâles observés lors de la description originale mesurent entre 24,7 mm et 27,3 mm de longueur standard et les 2 spécimens adultes femelles observés lors de la description originale mesurent entre 31,7 mm et 39,2 mm de longueur standard.

## Étymologie
Le nom spécifique chiravasi vient du marathi chir, la fissure, et de vasi, l'habitant, en référence à l'habitat de cette espèce.

## Publication originale
- Padhye, Modak & Dahanukar, 2014 : Indirana chiravasi, a new species of Leaping Frog (Anura: Ranixalidae) from Western Ghats of India. Journal of Threatened Taxa, vol. 6, p. 6293–6312.

## Sources
- (en) Amphibian Species of the World : Indirana chiravasi Padhye, Modak, and Dahanukar, 2014 (consulté le 30 septembre 2014)